# 2025-ös atlétikai világbajnokság
A 2025-ös atlétikai világbajnokság a 20. szabadtéri atlétikai világbajnokság, amelynek rendezési jogát Tokió kapta meg a Nemzetközi Atlétikai Szövetség 2022 júliusában, Oregonban tartott ülésén.
Japán harmadszor ad otthont szabadtéri atlétikai világbajnokságnak. Az 1991-es eseményt szintén Tokióban, a korábbi Nemzeti Olimpiai Stadtionban rendezték, 2007-ben pedig Oszaka rendezte a világeseményt.

## Kvalifikáció
A Nemzetközi Atlétikai Szövetség 2024. július 31-én hozta nyilvánosságra a verseny kvalifikációs rendszerét és a világbajnokság pontos menetrendjét.
| Versenyszám                   | Férfi                                                            | Kvóta | Női                                                              | Kvóta |
| ----------------------------- | ---------------------------------------------------------------- | ----- | ---------------------------------------------------------------- | ----- |
| 100 méter                     | 10,00                                                            | 48    | 11,07                                                            | 48    |
| 200 méter                     | 22,16                                                            | 48    | 22,57                                                            | 48    |
| 400 méter                     | 44,85                                                            | 48    | 50,75                                                            | 48    |
| 800 méter                     | 1:44,50                                                          | 56    | 1:59,00                                                          | 56    |
| 1500 méter (1 mérföld)        | 3:33,00 (3:50,00)                                                | 56    | 4:01,50 (4:19,90)                                                | 56    |
| 5000 méter (5 km utcai)       | 13:01,00/13:01                                                   | 42    | 14:50,00/14:50                                                   | 42    |
| 10 000 méter (10 km utcai)    | 27:00,00/27:00                                                   | 27    | 30:20,00/30:20                                                   | 27    |
| Maraton                       | 2:06,30                                                          | 100   | 2:23,30                                                          | 100   |
| 3000 méter akadály            | 8:15,0                                                           | 36    | 9:18,00                                                          | 36    |
| 110 méter gát / 100 méter gát | 13,27                                                            | 40    | 12,73                                                            | 40    |
| 400 méter gát                 | 48,50                                                            | 40    | 54,65                                                            | 40    |
| Magasugrás                    | 2,33                                                             | 36    | 1,97                                                             | 36    |
| Rúdugrás                      | 5,82                                                             | 36    | 4,73                                                             | 36    |
| Távolugrás                    | 8,27                                                             | 36    | 6,86                                                             | 36    |
| Hármasugrás                   | 17,22                                                            | 36    | 14,55                                                            | 36    |
| Súlylökés                     | 21,50                                                            | 36    | 18,80                                                            | 36    |
| Diszkoszvetés                 | 67,50                                                            | 36    | 64,50                                                            | 36    |
| Kalapácsvetés                 | 78,20                                                            | 36    | 74,00                                                            | 36    |
| Gerelyhajítás                 | 85,50                                                            | 36    | 64,00                                                            | 36    |
| Tízpróba / Hétpróba           | 8550                                                             | 24    | 6500                                                             | 24    |
| 20 km gyaloglás               | 1:19:20                                                          | 50    | 1:29:00                                                          | 50    |
| 35 km gyaloglás               | 2:28:00                                                          | 50    | 2:48:00                                                          | 50    |
| 4x100 méter váltó             | Top 14 a World Athletics Relays versenyről + 2 Top listás csapat | 16    | Top 14 a World Athletics Relays versenyről + 2 Top listás csapat | 16    |
| 4x400 méter váltó             | Top 14 a World Athletics Relays versenyről + 2 Top listás csapat | 16    | Top 14 a World Athletics Relays versenyről + 2 Top listás csapat | 16    |
| 4x400 méter vegyes váltó      | Top 14 a World Athletics Relays versenyről + 2 Top listás csapat | 16    | Top 14 a World Athletics Relays versenyről + 2 Top listás csapat | 16    |

## Éremtáblázat
*    Japán (rendező)
| Helyezés            | Nemzet              | Arany | Ezüst | Bronz | Összesen |
| ------------------- | ------------------- | ----- | ----- | ----- | -------- |
| Összesen (0 nemzet) | Összesen (0 nemzet) | 0     | 0     | 0     | 0        |

## Eredmények
- WR – világrekord
- CR – világbajnoki rekord
- AR – kontinens rekord
- NR – országos rekord
- PB – egyéni rekord
- WL – az adott évben aktuálisan a világ legjobb eredménye
- SB – az adott évben aktuálisan az egyéni legjobb eredmény

A váltóknál a csillaggal jelölt versenyzők az előfutamokban szerepeltek.

### Férfi

#### Futó- és gyaloglószámok
| Versenyszám     | Arany | Arany | Ezüst | Ezüst | Bronz | Bronz |
| --------------- | ----- | ----- | ----- | ----- | ----- | ----- |
| 100 m           |       |       |       |       |       |       |
| 200 m           |       |       |       |       |       |       |
| 400 m           |       |       |       |       |       |       |
| 800 m           |       |       |       |       |       |       |
| 1500 m          |       |       |       |       |       |       |
| 5000 m          |       |       |       |       |       |       |
| 10 000 m        |       |       |       |       |       |       |
| Maraton         |       |       |       |       |       |       |
| 110 m gát       |       |       |       |       |       |       |
| 400 m gát       |       |       |       |       |       |       |
| 3000 m akadály  |       |       |       |       |       |       |
| 20 km gyaloglás |       |       |       |       |       |       |
| 35 km gyaloglás |       |       |       |       |       |       |
| 4 × 100 m váltó |       |       |       |       |       |       |
| 4 × 400 m váltó |       |       |       |       |       |       |

#### Ugró- és dobószámok
| Versenyszám   | Arany | Arany | Ezüst | Ezüst | Bronz | Bronz |
| ------------- | ----- | ----- | ----- | ----- | ----- | ----- |
| Magasugrás    |       |       |       |       |       |       |
| Rúdugrás      |       |       |       |       |       |       |
| Távolugrás    |       |       |       |       |       |       |
| Hármasugrás   |       |       |       |       |       |       |
| Súlylökés     |       |       |       |       |       |       |
| Diszkoszvetés |       |       |       |       |       |       |
| Gerelyhajítás |       |       |       |       |       |       |
| Kalapácsvetés |       |       |       |       |       |       |

#### Összetett versenyszámok
| Versenyszám | Arany | Arany | Ezüst | Ezüst | Bronz | Bronz |
| ----------- | ----- | ----- | ----- | ----- | ----- | ----- |
| Tízpróba    |       |       |       |       |       |       |

### Női

#### Futó- és gyaloglószámok
| Versenyszám     | Arany | Arany | Ezüst | Ezüst | Bronz | Bronz |
| --------------- | ----- | ----- | ----- | ----- | ----- | ----- |
| 100 m           |       |       |       |       |       |       |
| 200 m           |       |       |       |       |       |       |
| 400 m           |       |       |       |       |       |       |
| 800 m           |       |       |       |       |       |       |
| 1500 m          |       |       |       |       |       |       |
| 5000 m          |       |       |       |       |       |       |
| 10 000 m        |       |       |       |       |       |       |
| Maraton         |       |       |       |       |       |       |
| 100 m gát       |       |       |       |       |       |       |
| 400 m gát       |       |       |       |       |       |       |
| 3000 m akadály  |       |       |       |       |       |       |
| 20 km gyaloglás |       |       |       |       |       |       |
| 35 km gyaloglás |       |       |       |       |       |       |
| 4 × 100 m váltó |       |       |       |       |       |       |
| 4 × 400 m váltó |       |       |       |       |       |       |

#### Ugró- és dobószámok
| Versenyszám   | Arany | Arany | Ezüst | Ezüst | Bronz | Bronz |
| ------------- | ----- | ----- | ----- | ----- | ----- | ----- |
| Magasugrás    |       |       |       |       |       |       |
| Rúdugrás      |       |       |       |       |       |       |
| Távolugrás    |       |       |       |       |       |       |
| Hármasugrás   |       |       |       |       |       |       |
| Súlylökés     |       |       |       |       |       |       |
| Diszkoszvetés |       |       |       |       |       |       |
| Gerelyhajítás |       |       |       |       |       |       |
| Kalapácsvetés |       |       |       |       |       |       |

#### Összetett versenyszámok
| Versenyszám | Arany | Arany | Ezüst | Ezüst | Bronz | Bronz |
| ----------- | ----- | ----- | ----- | ----- | ----- | ----- |
| Hétpróba    |       |       |       |       |       |       |

### Vegyes
| Versenyszám     | Arany | Arany | Ezüst | Ezüst | Bronz | Bronz |
| --------------- | ----- | ----- | ----- | ----- | ----- | ----- |
| 4 × 400 m váltó |       |       |       |       |       |       |

## Lásd még
- Világrekordok listája atlétikában

## További információ
- A világbajnokság részletes programja